# Fast Web Media
Fast Web Media es una empresa británica de marketing digital con sede en Mánchester, especializada en SEO, desarrollo técnico y publicidad en redes sociales. Fast Web Media ha ganado muchos premios a lo largo de su historia, más recientemente recogiendo el galardón a la campaña más innovadora en los UK Search Awards 2018 por su trabajo con la firma blu E-Cigarettes.

## Historia

### Fundación e inicios
Fundada en 1994, Fast Web Media (conocida entonces como Fleetness 202 y más tarde como Hercules Communications) se centró inicialmente en el desarrollo de sitios web, siendo uno de sus primeros proyectos la producción del primer sitio en Internet de la Premier League. En 1998 la empresa fue comprada por Fast Search & Transfer ASA (ahora conocida como Microsoft Development Center Norway), una importante empresa de infraestructura centrada en el desarrollo web y de software.

### Consolidación y actualidad
A lo largo de los años, Fast Web Media ha trabajado con una serie de clientes de una amplia gama en diferentes industrias, entre los que destacan BBC, blu E-Cigarettes, Bravissimo, Carling, Cobra, Coors Light, Gfinity, Pravha, Premier League y PZ Cussons.
El director ejecutivo Michael Flynn vendió la empresa a Mporium PLC el 15 de mayo de 2015, permaneciendo por un período de traspaso hasta diciembre del mismo año. En noviembre de 2017, Fast Web Media regresó al centro de la ciudad de Mánchester desde Salford, ubicando su oficina central en el mismo edificio donde la empresa se registró por primera vez más de veinte años atrás.
En julio de 2019, Fast Web Media fue adquirida por Inc & Co Group.